# Hillcrest (Illinois)
Hillcrest es una villa ubicada en el condado de Ogle en el estado estadounidense de Illinois. En el Censo de 2010 tenía una población de 1326 habitantes y una densidad poblacional de 161,97 personas por km².

## Geografía
Hillcrest se encuentra ubicada en las coordenadas 41°58′6″N 89°3′53″O / 41.96833, -89.06472. Según la Oficina del Censo de los Estados Unidos, Hillcrest tiene una superficie total de 8.19 km², de la cual 8.19 km² corresponden a tierra firme y (0%) 0 km² es agua.

## Demografía
Según el censo de 2010, había 1326 personas residiendo en Hillcrest. La densidad de población era de 161,97 hab./km². De los 1326 habitantes, Hillcrest estaba compuesto por el 79.86% blancos, el 0.6% eran afroamericanos, el 0.23% eran amerindios, el 0.23% eran asiáticos, el 0% eran isleños del Pacífico, el 16.97% eran de otras razas y el 2.11% pertenecían a dos o más razas. Del total de la población el 28.66% eran hispanos o latinos de cualquier raza.